# 1595
| [ Edytuj tabelę ]              | |
| Król Polski                    | - 1587 Zygmunt III Waza 1632 |
| Współksiążęta Andory           | - 1588 Andreu Capella 1609 - 1572 Henryk IV Burbon 1610                                                                                                |
| Król Anglii                    | - 1558 Elżbieta I 1603 |
| Elektor Brandenburgii          | - 1571 Jan Jerzy 1598 |
| Książę Bawarii                 | - 1579 Wilhelm V 1597 |
| Sułtan Brunei                  | - 1575 Saiful Rijal 1600 |
| Cesarz Chin                    | - 1572 Wanli 1620 |
| Król Czech                     | - 1576 Rudolf II Habsburg 1611 |
| Król Danii                     | - 1588 Chrystian IV 1648 |
| Dalajlama                      | - 1589 Jonten Gjaco 1616 |
| Cesarz Etiopii                 | - 1563 Sertse Dyngyl 1597 |
| Król Francji                   | - 1589 Henryk IV 1610 |
| Król Hiszpanii                 | - 1556 Filip II 1598 |
| Landgraf Hesji-Kassel          | - 1592 Maurycy Uczony 1627 |
| Stadhouder Holandii            | - 1584 Maurycy Orański 1625 |
| Szach Iranu                    | - 1587 Abbas I Wielki 1629 |
| Państwo Wielkich Mogołów       | - 1556 Akbar 1605 |
| Cesarz Japonii                 | - 1586 Go-Yōzei 1611 |
| Kalif                          | - 1574 Murad III 1595 - 1595 Mehmed III 1603 |
| Patriarcha Konstantynopola     | - 1587 Jeremiasz II Tranos 1595 - 1595 Mateusz II 1596                                                                                                 |
| Władca Korei                   | - 1567 Sŏnjo 1608 |
| Książę Kurlandii i Semigalii   | - 1587 Fryderyk Kettler 1642 - 1587 Wilhelm Kettler 1616                                                                                               |
| Sułtan Maroka                  | - 1578 Ahmad al-Mansur 1603 |
| Senior Monako                  | - 1589 Herkules 1604 |
| Król Nawarry                   | - 1572 Henryk III 1610 |
| Król Norwegii                  | - 1588 Chrystian IV 1648 |
| Sułtan Omanu                   | - 1560 Abd Allah ibn Muhammad 1624 |
| Elektor Palatynatu             | - 1583 Fryderyk IV 1610 |
| Papież                         | - 1592 Klemens VIII 1605 |
| Książę Parmy i Piacenzy        | - 1592 Ranuccio I 1622 |
| Król Portugalii                | - 1581 Filip I 1598 |
| Książę w Prusach               | - 1568 Albrecht Fryderyk 1618 - 1578 Jerzy Fryderyk (regent) 1603                                                                                      |
| Car Rosji                      | - 1584 Fiodor I 1598 |
| Cesarz Rzymski (niemiecki)     | - 1576 Rudolf II Habsburg 1612 |
| Kapitanowie Regenci San Marino | - 1594 Federico Brandani Vincenzo Giannini 1595 - 1595 Fabrizio Belluzzi Francesco Maria Corbelli 1595 - 1595 Pier Marino Cionini Lattanzio Valli 1596 |
| Elektor Saksonii               | - 1591 Krystian II Wettyn 1611 |
| Król Szkocji                   | - 1567 Jakub VI 1625 |
| Król Szwecji                   | - 1592 Zygmunt Waza 1598 |
| Król Tajlandii                 | - 1590 Naresuan 1605 |
| Sułtan Turków                  | - 1574 Murad III 1595 - 1595 Mehmed III 1603 |
| Doża Wenecji                   | - 1585 Pasqual Cicogna 1595 - 1595 Marino Grimani 1606                                                                                                 |
| Król Węgier                    | - 1576 Rudolf II 1608 |

Rok 1595 / MDXCV
stulecia: XV wiek ~
XVI wiek ~
XVII wiek

lata: 1585 «
1590 «
1591 «
1592 «
1593 «
1594 «
1595
» 1596
» 1597
» 1598
» 1599
» 1600
» 1605

## Wydarzenia w Polsce
- 6 lutego–21 marca w Krakowie obradował sejm zwyczajny[1].
- 15 marca – kanclerz Jan Zamoyski w założonym przez siebie Zamościu otworzył akademię zwaną później Akademią Zamojską.
- Lato – wyprawa Jana Zamoyskiego na Mołdawię.
- 27 sierpnia – armia koronna, dowodzona przez hetmana wielkiego koronnego Jana Zamoyskiego zajęła Chocim.
- 3 września – wojska polskie zajęły miasto Jassy stolicę Hospodarstwa Mołdawskiego. Wódz polski Jan Zamoyski osadził na tronie mołdawskim przychylnego Rzeczypospolitej Jeremiego Mohyłę.
- 19–20 października – bitwa pod Cecorą: zwycięstwo wojsko polskich dowodzonych przez hetmana wielkiego koronnego Jana Zamoyskiego nad Tatarami i posiłkowymi oddziałami tureckimi.
- 21 października – podpisano pokój, na mocy którego Tatarzy uznali władzę Jeremiego Mohyły w Mołdawii i zgodzili się, by na obszarze hospodarstwa pozostały polskie wojska. Dwa dni po zawartym układzie armia tatarska rozpoczęła odwrót.
- 23 grudnia – papież Klemens VIII wydał bullę Magnus Dominus et laudabilis nimis, zatwierdzającą Unię brzeską.
- Trwało powstanie kozackie pod wodzą Semena Nalewajki.
- Ukazał się Psałterz Dawidów w przekładzie Jakuba Wujka.
- Wybuchł pożar, w którym spłonęła północno-wschodnia część Zamku Królewskiego na Wawelu.

## Wydarzenia na świecie
- 17 stycznia – król Francji Henryk IV wypowiedział wojnę Hiszpanii.
- 29 stycznia – premiera sztuki Williama Szekspira Romeo i Julia.
- 22 marca – Walter Raleigh odkrył Jezioro Asfaltowe na wyspie Trynidad.
- 18 maja – podpisano rosyjsko-szwedzki traktat w Tiawzinie.
- 27 maja – irlandzka wojna dziewięcioletnia: zwycięstwo powstańców nad Anglikami w bitwie pod Clontibret.
- 21 lipca – hiszpański żeglarz Álvaro Mendana de Neyra odkrył wyspy Markizy.
- 23 sierpnia – III wojna austriacko-turecka: zwycięstwo wojsk węgiersko-wołoskich w bitwie w wąwozie Calugareni.
- Grudzień – w Rzymie podpisano Unię brzeską.

## Urodzili się
- 22 stycznia – Jerzy Rudolf legnicki, książę legnicki z dynastii Piastów (zm. 1653)
- 24 lutego – Maciej Kazimierz Sarbiewski, polski poeta i teoretyk literatury (zm. 1640)
- 19 marca – Carlo de’ Medici, włoski kardynał z rodu Medyceuszy (zm. 1666)
- 6 kwietnia – Pieter de Molyn, holenderski malarz, rysownik i grawer (zm. 1661)
- 3 maja – Alessandro Gottifredi, włoski jezuita, 9. Przełożony Generalny Towarzystwa Jezusowego (zm. 1652)
- 9 czerwca – Władysław IV Waza, król Polski (zm. 1648)
- 28 sierpnia – Hans Ulrich von Schaffgotsch, dowódca wojsk habsburskich w wojnie trzydziestoletniej (zm. 1635)
- 18 października:
  - Albert Girard, francuski matematyk (zm. 1632)
  - Lucas van Uden, flamandzki malarz barokowy, pejzażysta (zm. 1672)
- 27 października – Ludovico Ludovisi, włoski kardynał (zm. 1632)
- 13 listopada – Jerzy Wilhelm, elektor Brandenburgii i książę Prus (zm. 1640)
- 24 listopada – Tarquinio Merula, włoski kompozytor i organista epoki baroku (zm. 1665)
- 15 grudnia – Jerzy Ossoliński, polityk, mówca, doradca Władysława IV i Jana Kazimierza, kanclerz wielki koronny (zm. 1650)
- 27 grudnia – Bohdan Zenobi Chmielnicki, hetman Ukrainy, przywódca powstania kozackiego przeciwko Rzeczypospolitej (zm. 1657)

- data dzienna nieznana: 
  - Dirck van Baburen, holenderski malarz okresu baroku (zm. 1624)
  - John Felton, porucznik marynarki angielskiej, fanatyczny purytanin (zm. 1628)
  - Mikołaj Gabriel Fredro, polski duchowny katolicki, bernardyn, biskup bakowski (zm. 1631)
  - Bazyli Lupu, hospodar Mołdawii (zm. 1661)
  - Henryk Morse, święty Kościoła katolickiego, angielski męczennik (zm. 1645)
  - Zofia Ostrogska, polska księżna (zm. 1622)
  - Pokahontas, północnoamerykańska Indianka (zm. 1617)
  - Sonam Czopel, tybetański mnich i polityk (zm. 1657)
  - Joachim Stegmann, matematyk, ariański działacz reformacyjny, duchowny i teolog (zm. 1633)
  - Jan Wildens, flamandzki malarz i rysownik barokowy (zm. 1653)
  - Mikołaj Wysocki, teolog kościoła ewangelicko-reformowanego (zm. 1650)

## Zmarli
- 21 lutego – Robert Southwell, angielski jezuita, męczennik, święty katolicki (ur. ok. 1561)
- 7 kwietnia – Henryk Walpole, angielski jezuita, męczennik, święty katolicki (ur. 1558)
- 25 kwietnia – Torquato Tasso, włoski poeta (ur. 1544)
- 26 maja – Filip Neri, włoski duchowny katolicki, założyciel filipinów, święty (ur. 1515)
- 13 sierpnia – Wilhelm Freeman, angielski duchowny katolicki, męczennik, błogosławiony (ur. ok. 1558)
- 26 sierpnia – Antoni de Crato, pretendent do tronu portugalskiego (ur. 1531)
- 19 października – Filip Howard, 20. hrabia Arundel, męczennik, święty katolicki (ur. 1557)

## Święta ruchome
- Tłusty czwartek: 2 lutego
- Ostatki: 7 lutego
- Popielec: 8 lutego
- Niedziela Palmowa: 19 marca
- Wielki Czwartek: 23 marca
- Wielki Piątek: 24 marca
- Wielka Sobota: 25 marca
- Wielkanoc: 26 marca
- Poniedziałek Wielkanocny: 27 marca
- Wniebowstąpienie Pańskie: 4 maja
- Zesłanie Ducha Świętego: 14 maja
- Boże Ciało: 25 maja